# Charley Fusari
Charley Fusari (Alcamo, 20 agosto 1924 – 1º novembre 1985) è stato un pugile italiano naturalizzato statunitense sfidante al titolo mondiale dei pesi welter ed avversario dei grandi Rocky Graziano e Sugar Ray Robinson.

## Biografia
Fusari nacque ad Alcamo, nella Provincia di Trapani ed emigrò con la famiglia negli Stati Uniti quando era ragazzo.
Ottimo peso welter degli anni '40 e '50, Charley Fusari combatté soltanto 8 match da dilettante. Debuttò come professionista l’8 maggio 1944 per incontrare diversi grandi pugili della sua epoca. Rimase imbattuto nei suoi primi 45 incontri tra il 1944 e il 1947 battendo, fra gli altri, Pat Demers, Maxie Berger e Freddie Archer. Il 14 febbraio 1947, batté il grande Tippy Larkin al 9º round al Madison Square Garden. È stato campione dello Stato del New Jersey nel 1947, 1948 e 1949.
Nel giugno 1947 fu sconfitto per la prima volta dal canadese Tony Pellone. Il suo doppio confronto con Al "Red" Priest, nel 1948, si concluse con una vittoria per parte. Batté ancora Tippy Larkin, poi campioni come Frankie Palermo, Attilio Rocky Castellani e Vince Foster. Il 14 settembre 1949 non poté nulla contro il grande Rocky Graziano che lo sconfisse per knock-out tecnico al decimo round. Batté Terry Young, Jimmy Flood e Joey Carkido, ma perse con Tony Janiro e Paddy Young.
Fusari fu comunque designato a combattere per il titolo mondiale dei pesi welter. Perse un impari match contro l'inarrivabile fuoriclasse Sugar Ray Robinson a Jersey City il 9 agosto 1950, riuscendo a resistere per tutte e quindici le riprese. Dopo la rinuncia al titolo da parte di Robinson che un mese prima aveva conquistato il titolo mondiale dei pesi medi nell’incontro con Jake La Motta, il 14 marzo 1951 Fusari perse con Johnny Bratton per il titolo vacante NBA, sempre con verdetto ai punti.
Si è ritirato dalla boxe nel 1952 dopo aver disputato 78 incontri da professionista.